# 圣德大学
圣德大学（日语：／）是位于日本千叶县松户市岩濑的一所私立大学。由学校法人东京圣德学院经营。同时设置校有圣德大学短期大学部。
附属校有幼儿园、小学校、中学校、高中校、专门学校。

## 学部
- 人文学部
  - 儿童学科
  - 临床心理学科
  - 現代商务学科
  - 外国語学科
  - 英美文化学科
  - 日本文化学科
  - 生活文化学科
  - 音乐文化学科
  - 社会福利学科（2005年4月新设）

## 大学院
- 儿童学研究科
- 临床心理学研究科
- 语言文化研究科
- 音乐文化研究科

## 通信教育部
- 人文学部
  - 儿童学科
  - 英美文化学科
  - 日本文化学科
- 儿童学研究科

## 國際交流
- 美国
  - 夏威夷大學社區學院
  - 貝塞爾大學
  - 威廉伍德大學
  - 密爾斯學院
  - 波特蘭州立大學
  - 喬治福克斯大學（英语：George Fox University）
  - 費雪學院（英语：Fisher College）
  - 聖伊麗莎白學院（英语：College of Saint Elizabeth）
- - 西海大學（朝鲜语：서해대학교）
  - 建陽大學（朝鲜语：建陽大學）
- 臺灣
  - 台南應用科技大學
- 中国
  - 南京大學
- 比利时
  - 高級翻譯和口譯學院（法语：Institut supérieur de traducteurs et interprètes）

## 交通
松戶站
- JR東日本：常磐快速線、常磐緩行線
- 新京成電鐵：新京成線